# 牡丹餅
牡丹餅（／ Botamochi），又稱萩餅、御萩、萩之餅（日语：／ Ohagimochi */?、／ Ohagi、／ Hagi no mochi），日本點心（和菓子）之一，招待客人時常用的甜點。

## 材料
主要以熟糯米或粳米（蓬萊米），搭配紅豆泥，依季節時分，各地說法、名稱眾多，口感介於麻糬與八寶米糕（甜米糕）之間。
另外，可沾熟芝麻粉、黃豆粉，一併食用。

## 名稱
通常為日本彼岸節，佛教習俗，江戶時代初始，是春分、秋分加上前後各3天，合計為期7日左右，此時到墓前祭拜或祭拜神祇，使用萩餅（牡丹餅）供奉之用，1712年（正德2年）《和漢三才圖會》較早有相關記載。
通常，萩餅是萩花盛開秋天的稱呼，牡丹餅是牡丹花開季節的稱呼。另外，部份地方，按一年四季分別，各有不同稱呼。
1950年代之前，日本各地存在普遍差異，名稱分歧。例如：
- 以外層包裹的材料來分，小紅豆餡的叫牡丹餅，黃豆粉的叫御萩；
- 以小紅豆餡的狀態來分，細濾成沙泥狀的叫牡丹餅，保持完整顆粒狀的叫御萩；
- 以飯糰的處理過程來分，飯粒搗至全碎（日文為「皆殺」）的叫牡丹餅，飯粒只搗半碎（日文為「半殺」）的叫御萩；
- 以粳米和糯米的混合比例來分，粳米為主的叫牡丹餅，糯米為主的叫御萩；
- 以體積與型態來分，大而正圓的叫牡丹餅，小而橢圓的叫御萩；
- 以製作的季節來分，春天的叫牡丹餅，秋天的叫御萩；
- 以地域性的習慣來分，關西叫牡丹餅，關東叫御萩。

## 非節日小吃
福岡北九州市的小倉，當地人配「萩餅」吃關東煮，有紅豆和花生粉兩種。

## 相關
- あんころ餅（日语：あんころ餅）（偏臺北地區俗稱「源吉兆庵」、「餡衣餅」）、（偏臺北地區俗稱「茂助丸子」），材料、外觀，皆極為相近。